# Lachnocnema bibulus
Lachnocnema bibulus är en fjärilsart som beskrevs av Fabricius 1793. Lachnocnema bibulus ingår i släktet Lachnocnema och familjen juvelvingar. Inga underarter finns listade i Catalogue of Life.